# Parorthomeria cuprinus
Parorthomeria cuprinus is een wandelende tak uit de familie Aschiphasmatidae. De wetenschappelijke naam van deze soort is voor het eerst voorgesteld als Orthomeria cuprinus door Philip Edward Bragg in een publicatie uit 2001.
De soort komt voor op Borneo.